# Chambord (Eure)
Chambord település Franciaországban, Eure megyében. Lakosainak száma 172 fő (2022. január 1.). Chambord Bois-Anzeray, Bois-Normand-près-Lyre, Les Bottereaux, La Haye-Saint-Sylvestre, Juignettes és La Ferté-en-Ouche községekkel határos.

## Népesség
A település népességének változása:
| Lakosok száma | 281  | 172  | 158  | 176  | 154  | 149  | 163  | 172  | 175  | 172  |
|               | 1968 | 1982 | 1990 | 2006 | 2013 | 2015 | 2017 | 2019 | 2020 | 2022 |